# ترسيم الحدود الوطنية في الاتحاد السوفيتي
يُعرَف ترسيم الحدود الوطنية في اتحاد الجمهوريات الاشتراكية السوفيتية بأنه عملية إنشاء وحدات إقليمية وطنية واضحة المعالم (الجمهوريات الاشتراكية السوفيتية والجمهوريات الاشتراكية السوفيتية المستقلة والأوبلاست (المحافظات) والرايون (المقاطعات) والأوكروغ) من التنوع العرقي لاتحاد الجمهوريات الاشتراكية السوفيتية ومناطقها الفرعية. يُعرَف المصطلح الروسي لسياسة الدولة السوفيتية بريزميزهافيني، والذي يعني ترسيم الحدود الوطنية الإقليمية أو تحديدها أو تقسيمها. يُعتبر الترسيم الوطني جزءًا من عملية أشمل نطاقًا من التغييرات المُجراه على التقسيم الإداري الإقليمي، والتي تعمل أيضًا على تغيير حدود الوحدات الإقليمية، غير أنها لا ترتبط بالضرورة باعتبارات وطنية أو عرقية. يختلف ترسيم الحدود الوطنية في الاتحاد السوفيتي عن بناء الدولة، والذي عادة ما يشير إلى السياسات والإجراءات التي تنفذها حكومة وحدة إقليمية وطنية (دولة قومية) عقب ترسيم الحدود. في أغلب الأحيان، كانت عملية ترسيم الحدود الوطنية في الاتحاد السوفيتي متبوعة بعملية الكورونيزاتسييا.

## سياسات ترسيم الحدود الوطنية في الاتحاد السوفيتي
قبل عام 1917، لم تكن روسيا أمّة بل دولة إمبراطورية. في انتخابات المجلس التشريعي عام 1905، حصلت الأحزاب القومية على نسبة 9% فقط من جميع الأصوات. صُنّفت العديد من الجماعات العرقية غير الروسية التي سكنت الإمبراطورية الروسية إلى غير سلافية أو أجنبية. بدأت المواقف المتعلقة بهذا الموضوع تتغير عقب ثورة فبراير. على سبيل الذكر، في مطلع عام 1917، دعا منشور ثوري اشتراكي يُعرف بديلو نارودا، رقم 5 إلى تحويل روسيا إلى دولة اتحادية على غرار الولايات المتحدة. والذي يعني تحديدًا إنشاء وحدات تأسيسية منفصلة داخل هذه الدولة الاتحادية لمختلف المناطق والمجموعات العرقية في روسيا (مثل روسيا الصغيرة وجورجيا وسيبيريا وتركستان).
لم تكن روسيا السوفيتية التي استولت على السلطة من الإمبراطورية الروسية في عام 1917 دولة قومية، ولم تعتزم القيادة السوفيتية تحويل بلادها إلى دولة من هذا القبيل. في أوائل الحقبة السوفيتية، كان الإدماج الطوعي مثبطًا بشدة، وشُرِعت محاولة تعزيز الوعي الذاتي الوطني لدى السكان غير الروس. مُنِحت جميع الأقليات العرقية المعترف بها رسميًا، وإن كانت صغيرة، أراضيها الوطنية الخاصة لتتمتع بدرجة معينة من الاستقلال الذاتي والمدارس الوطنية والنخب الوطنية. امتلكت الأقاليم الوطنية لغة وطنية مكتوبة (في حال افتقارها لها) وكان هناك تخطيط لللغات الوطنية وكُتبت الصحافة والكتب باللغة الأم، واحتوت الأقاليم أيضًا على المؤسسات الثقافية كالمسارح. تغيرت المواقف تجاه العديد من الأقليات العرقية بشدة بين ثلاثينيات وأربعينيات القرن العشرين في إطار حكم قيادة جوزيف ستالين (على الرغم من أصوله العرقية الجورجية) مع ظهور سياسة قمعية تتضمن إلغاء المؤسسات الوطنية والترحيل العرقي والإرهاب الوطني والترويس (غالبًا تجاه الأشخاص الذين امتلكوا روابط عرقية خارجية مع الدول القومية الأجنبية في ثلاثينات القرن العشرين أو الذين رآهم ستالين مثيرين للشبهة خلال الحرب الوطنية العظمى في أربعينيات القرن العشرين)، على الرغم من استمرار بناء الدولة في الوقت ذاته بالنسبة لآخرين.
بعد تأسيس الاتحاد السوفيتي داخل حدود الإمبراطورية الروسية السابقة، شرعت الحكومة البلشفية بعملية ترسيم الحدود الوطنية وبناء الأمة، والتي استمرت خلال عشرينيات ومعظم ثلاثينيات القرن العشرين. سعى المشروع إلى بناء أمم من المجموعات العرقية العديدة في الاتحاد السوفيتي. كان تحديد أمة أو جماعة عرقية واعية سياسيًا في حد ذاته قضية مشحونة سياسيًا في الاتحاد السوفيتي. في عام 1913، عرّف ستالين الأمة، في عمله الماركسية والمسألة الوطنية، الذي أصبح لاحقًا الركيزة الأساسية للسياسة السوفيتية تجاه القوميات، بأنها « مجتمع مستقر من الناس، شُكّل تاريخيًا على أساس لغة مشتركة وأراضي وحياة اقتصادية وتكوين نفسي يتجلى في ثقافة مشتركة.» لم تستوفِ العديد من جنسيات أو مجتمعات رعايا الإمبراطورية الروسية المعايير تمامًا. لم تكن أوجه التنوع الثقافي واللغوي والديني والقبلي هي من جعل العملية صعبة فحسب، بل شكّل عدم وجود وعي سياسي بالعرق بين السكان عقبة رئيسية أمام هذه العملية. مع ذلك، استندت العملية إلى إعلان حقوق شعوب روسيا، والذي تبنته الحكومة البلشفية في 15 نوفمبر 1917، فور انتهاء ثورة أكتوبر، والذي اعترف بالمساواة والسيادة بين جميع شعوب روسيا وحقهم في تقرير المصير بحرية، بما في ذلك الانفصال وإنشاء دولة مستقلة، وحرية الدين والتنمية الحرة للأقليات القومية والمجموعات العرقية في أراضي روسيا.
تأسس الاتحاد السوفيتي (أو اتحاد الجمهوريات الاشتراكية السوفيتية سابقًا) في عام 1922 باعتباره اتحادًا للجنسيات، والذي ضم في نهاية المطاف 15 إقليمًا وطنيًا رئيسيًا، ونُظّم كل منها على مستوى الاتحاد السوفيتي (الجمهورية الاشتراكية السوفيتية). تمتعت الجمهوريات الوطنية الخمس عشرة، التي أُنشئت في الفترة بين عامي 1917 و 1940، بحقوق متساوية دستوريًا ومكانة متساوية في الهيكل الرسمي للسلطة الحكومية. كانت روسيا أكبر الجمهوريات الخمس عشرة وهي الأكثر تنوعًا من الناحية العرقية وأُنشئت منذ البداية بوصفها جمهورية روسيا الاتحادية الاشتراكية السوفيتية، وهي اتحاد فيدرالي داخل اتحاد فيدرالي آخر. قُسّمت الجمهورية الاشتراكية السوفيتية المستقلة في مطلع عشرينيات القرن العشرين إلى نحو 30 إقليمًا عرقيًا مستقلًا (الجمهوريات الاشتراكية السوفيتية المستقلة وأقاليم الحكم الذاتي)، وما يزال الكثير منها موجودًا حتى يومنا هذا كجمهوريات عرقية داخل الاتحاد الروسي. كان هناك أيضًا عدد كبير جدا من الاقاليم العرقية ذات المستوى الادنى، مثل المقاطعات الوطنية وسوفيت القرى الوطنية. تفاوت العدد الدقيق للجمهوريات الاشتراكية السوفيتية المستقلة وأقاليم الحكم الذاتي على مر السنين مع إنشاء كيانات جديدة في حين تحولت الكيانات القديمة من شكل إلى آخر، وتحولت إلى جمهوريات على مستوى الاتحاد (على سبيل المثال، الجمهورية الكازاخية الاشتراكية السوفيتية وجمهورية قيرغيزستان الاشتراكية السوفيتية التي أُنشئت في عام 1936 وجمهورية مولدوفا الاشتراكية السوفيتية التي أُنشئت في عام 1940)، أو ضُمّت إلى مناطق أكبر(على سبيل المثال، ضم القرم لجمهورية روسيا الاتحادية الاشتراكية السوفيتية في عام 1945 وضم جمهورية فولغا الألمانية الاشتراكية السوفيتية المستقلة في عام 1941).
أدرج أول تعداد سكاني لاتحاد الجمهوريات الاشتراكية السوفيتية في عام 1926 176 جنسية مختلفة. اختُصرت القائمة لتضم 69 جنسية فقط، وذلك باستبعاد التفاصيل المفرطة (مثل أربع مجموعات عرقية لليهود وخمس مجموعات عرقية للجورجيين)، وإغفال مجموعات عرقية صغيرة جدًا. عاشت الجنسيات الـ69 في 45 إقليمًا وطنيًا مرسمًا، بما في ذلك 16 جمهورية على مستوى الاتحاد (الاشتراكي السوفيتي) للقوميات الرئيسية و23 منطقة ذاتية الحكم (18 جمهورية اشتراكية سوفيتية مستقلة و 5 أقاليم حكم ذاتي) لقوميات أخرى داخل جمهورية روسيا الاتحادية الاشتراكية السوفيتية و 6 مناطق مستقلة داخل جمهوريات أخرى على مستوى الاتحاد (واحدة في جمهورية أوزبكستان الاشتراكية السوفيتية وواحدة في جمهورية أذربيجان الاشتراكية السوفيتية وواحدة في جمهورية طاجيكستان الاشتراكية السوفيتية وثلاثة في جمهورية جورجيا الاشتراكية السوفيتية).